# Alapaïevsk
Alapaïevsk (en russe : Алапаевск), est une ville de l'oblast de Sverdlovsk, en Russie et le centre administratif du raïon Alapaïevski. Sa population s'élevait à 37 219 en 2019.

## Géographie
Alapaïevsk est située au confluent des rivières Neïva et Alapaïkha, à 103 km à l'est de Nijni Taguil, à 129 km au nord-est de Iekaterinbourg et à 1 476 km à l'est de Moscou.

## Histoire
Alapaïevsk est un des plus anciens centres sidérurgiques de l'Oural où la première usine y fut construite en 1704. La ville proprement dite fut fondée en 1781. Elle est connue pour ses nombreuses mines et usines, mais la dernière usine métallurgique a été fermée au début des années 1990.
Le 18 juillet 1918, c'est à Alapaievsk que furent exécutés sommairement certains membres de la famille impériale de Russie : la grande-duchesse Élisabeth, sœur de la tsarine, le grand-duc Serge Mikhaïlovitch, les princes impériaux Ioann Constantinovitch ; Constantin Constantinovitch ; Igor Constantinovitch et Vladimir Pavlovitch Paley ; ainsi que la Sœur Varvara Yakovleva et Fiodor Semionovitch Remez, secrétaire du grand-duc Serge, dont les corps furent jetés vivant dans un puits de mine, avant d'être abattus à l'aide de grenades et balles. Beaucoup d'entre eux ne moururent pas immédiatement et décédèrent après une lente et douloureuse agonie.
C'est dans cette ville Russe que la fraterie de l'illustre compositeur Piotr Ilitch Tchaïkovski naquit ( Anatoli Tchaïkovski, et Modeste Tchaïkovski.) 

## Population
Recensements (*) ou estimations de la population
| 1856  | 1897* | 1926*  | 1939*  | 1959*  | 1970*  |
| ----- | ----- | ------ | ------ | ------ | ------ |
| 5 100 | 8 646 | 12 151 | 25 049 | 47 103 | 52 111 |

| 1979*  | 1989*  | 2002*  | 2010*  | 2013   | 2014   |
| ------ | ------ | ------ | ------ | ------ | ------ |
| 49 848 | 50 060 | 44 263 | 38 192 | 37 952 | 37 894 |

| 2015   | 2016   | 2017   | 2018   | 2019   | - |
| ------ | ------ | ------ | ------ | ------ | - |
| 37 857 | 37 739 | 37 653 | 37 526 | 37 219 | - |